# Mondonville-Saint-Jean
Mondonville-Saint-Jean is een gemeente in het Franse departement Eure-et-Loir (regio Centre-Val de Loire) en telt 93 inwoners (2009). De plaats maakt deel uit van het arrondissement Chartres.

## Geografie
De oppervlakte van Mondonville-Saint-Jean bedraagt 5,6 km², de bevolkingsdichtheid is dus 16,6 inwoners per km².
De onderstaande kaart toont de ligging van Mondonville-Saint-Jean met de belangrijkste infrastructuur en aangrenzende gemeenten.

## Demografie
Onderstaande figuur toont het verloop van het inwonertal (bron: INSEE-tellingen).